# 北京台遗址
北京台遗址，位于中国青海省湟源县日月乡上若药村，为青海省市县级文物保护单位，公布日期为1983年6月8日，类型为古遗址。
北京台遗址的历史年代为卡约文化。